# ミロクンミンギア
ミロクンミンギア（学名：genus Myllokunmingia、中国語名：昆明魚（コンメイギョ））は、約5億2,400万年前（古生代カンブリア紀前期中盤［カエルファイ世アトダバニアン］）の海に生息していた脊索動物の一種（1属）。澄江動物群の一つであり、広義で言うところでは既知で最古の魚類である。

## 特徴
本属は M. fengjiaoa という種のみが知られている。
全長は2.6cm ほど。左右からかなり強く扁平であったらしい。その側面にはW字状、もしくはV字状の筋節らしいものが見て取れ、また、それと対応して、生殖巣と思われるものが24個ほど並んでいる。はっきりした背鰭と、やや曖昧な腹びれが区別され、腹鰭は1枚であったか1対であったかはっきりしない。体の後端近くに肛門があったらしい。
胴体の前方腹面側に6個か7個の鰓嚢があって、その中に羽状の鰓があったらしい。それより前に頭部が区別できる。頭部は化石の上でも色が異なり、それ以降より濃い色をしている。その様子から、軟骨による構造があったと考えられ、眼などの感覚器があったのではないかと見られる化石もある。

## 分類上の位置づけ
その体の構造から脊索動物であることが想定され、しかも頭部が存在することは、それが脊椎動物であることを強く示唆するものである。
従って、「最初の魚類」であるといわれる。
なお、澄江からはハイコウイクティスという、近縁の別種が記載されたが、後にこれは本種そのものであると考えられるようになった。

## 意義
本種は「既知で最古の魚類」と紹介される場合が多いが、ここで言う「魚類」は一般的な魚類（狭義の魚類）である
顎口類ではなく、より原始的で魚類とは見なさない場合もある無顎類（無顎口類）を含めた広義の魚類を指してのことであり、
その中の「始原的無顎類である可能性が非常に高いこと」をもっての、ミロクンミンギアを「最古の魚類」とする表現である。ともあれ、
アランダスピス等、オルドビス紀の無顎類に始まるとされてきた
「（広義で言うところの）魚類の時代」がカンブリア紀の前期にまで遡れることが判ったことは極めて重要であり、注目に値する新事実である。

## 比較される動物群
- 澄江動物群
  - ミロクンミンギア、ハイコウイクティス（en）、ハイコウエラ（en）、ユンナノゾーン
- バージェス動物群
  - ピカイア、メタスプリッギナ（en）
- コノドント - コノドント動物
- オルドビス紀の無顎類
  - アランダスピス、サカバンバスピス、アストラスピス